# Chris Newton (Tennisspielerin)
Chris Newton (* 13. Februar 1956) ist eine ehemalige neuseeländische Tennisspielerin.

## Karriere
Newton konnte während ihrer Tenniskarriere einen WTA-Doppeltitel gewinnen. 1979 erreichte sie das Halbfinale der Australian Open im Doppel. Dieses verlor sie an der Seite von Doppelpartnerin Jenny Walker gegen die späteren Sieger Judy Chaloner / Diane Evers mit 6:3, 1:6, [8:10].

## Erfolge

### Doppel
| Nr. | Datum         | Turnier   | Kategorie | Belag | Partnerin     | Finalgegnerinnen                  | Ergebnis      |
| --- | ------------- | --------- | --------- | ----- | ------------- | --------------------------------- | ------------- |
| 1.  | 24. Juli 1983 | Kitzbühel | WTA       | Sand  | Pam Whytcross | Nathalie Herreman Pascale Paradis | 2:6, 6:4, 7:6 |